# Hoklo
Hoklo são um povo chinês da etnia Han cujo lar ancestral tradicional é o sul da província de Fujian, no sul da China. Eles também são conhecidos por vários endônimos ou termos relacionados, como as Min-nan (閩南 人) ou Hokkien Lang (福建 人).